# Německo-rakouská celní unie
Německo-rakouská celní unie (německy Deutsch-österreichische Zollunion) byl neuskutečněný projekt ekonomické integrace Německa a Rakouska připravovaný v letech 1930-1931.